# Иволговые
И́волговые (лат. Oriolidae) — семейство певчих воробьинообразных птиц с ярким оперением, обитающих в восточном полушарии, преимущественно в тропиках. Ведут древесный образ жизни, всеядны, питаются насекомыми и ягодами. В орнитофауне России 2 вида — обыкновенная (Oriolus oriolus) и китайская черноголовая (Oriolus chinensis) иволги.

## Эволюция и систематика
Иволговые представляют собой компактную группу певчих птиц со схожими морфологическими и экологическими характеристиками — по этой причине их определение обычно особого труда не представляет. Предполагают, что семейство получило своё развитие из большой группы воронообразных птиц на территории Австралазии более 30 млн лет назад, где-то в середине третичного периода. Наиболее ранняя ископаемая находка — хорошо сохранившееся подклювье древней птицы — была обнаружена в 1997 году в широко известном заповеднике окаменелостей Риверслей (англ. Riversleigh) в австралийском штате Квинсленд. Анализ показал, что птица, населявшая континент в раннем миоцене и которую назвали Longimornis robustirostrata, относится к семейству иволговых.
Традиционно считается, что ближайшими родственниками иволговых являются представители семейств дронговых, врановых и листовковых. Некоторые авторы также полагали, что близкое родство с этими птицами имеют и скворцовые. Молекулярные исследования на основе метода ДНК-гибридизации, проведённые в 1970-х — 1980-х годах американскими орнитологами Ч. Сибли и Дж. Алквистом, показали что наиболее близкой к иволговым группой птиц является семейство личинкоедовых. Авторы, известные своей фундаментальной ревизией системы птиц, включили всех иволговых (в числе некоторых других групп птиц) в состав семейства врановых, чем вызвали критику сторонников традиционных методов исследования.
В семейство иволговых включают 4 рода — собственно иволги (Oriolus), фиговые иволги (Sphecotheres) и Дроздовые мухоловки (Pitohui), а также вымерший род Turnagra. Род иволги состоит из 32 видов, четыре из которых включены в список угрожаемых видов международной Красной книги. Отличительными особенностями фиговой иволги считаются кольцо неоперённой кожи вокруг глаз и колониальный способ гнездования, несвойственный остальным видам.

## Общая характеристика

### Описание

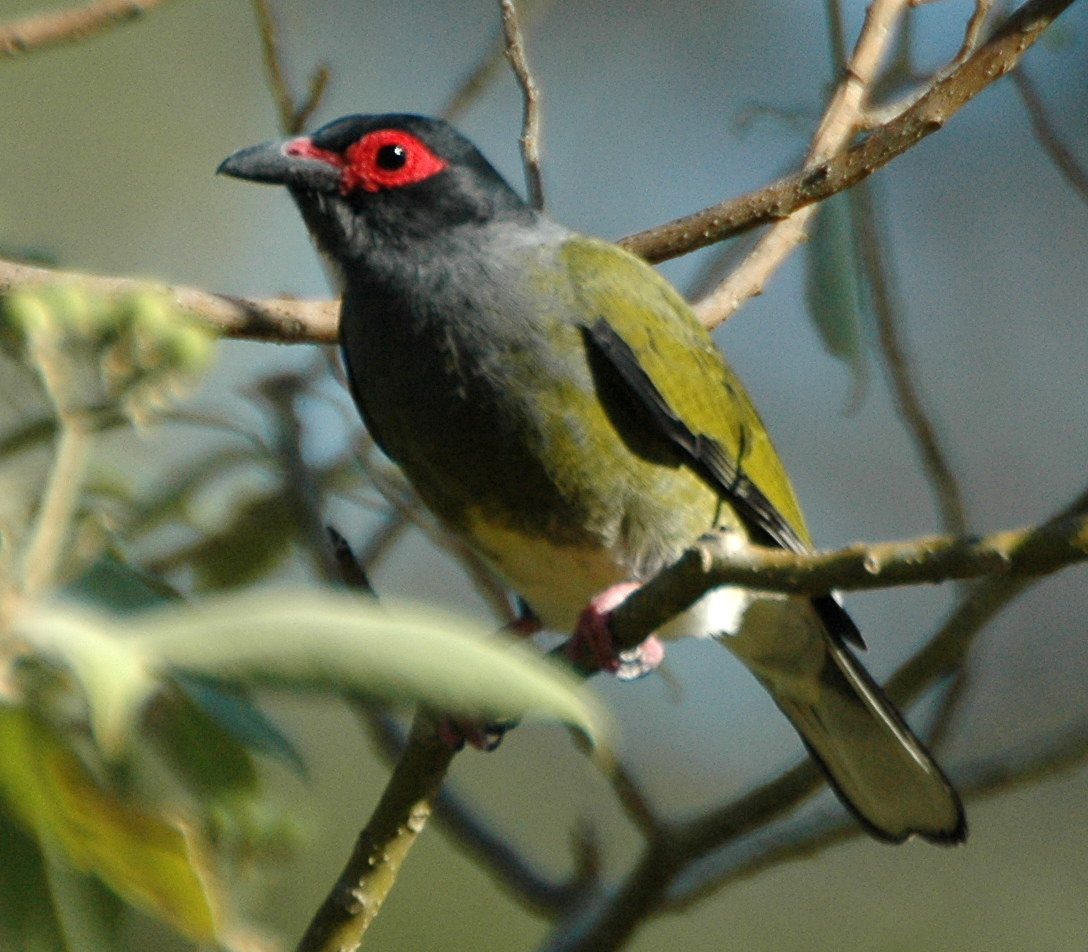
Фиговая иволга

Среднего размера древесные птицы с плотным телосложением. Длина тела варьирует в пределах 20—28 см. В оперении большинства видов преобладает комбинация золотисто-жёлтого и чёрного цветов, иногда с добавлением тёмно-красного. У некоторых видов, как например у фиговой или полосатой (Oriolus sagittattus) иволог, вместо ярко-жёлтых тонов представлены оливково-желтоватые. Наконец, у чёрной (Oriolus hosii), кровавой (Oriolus trailili), малиновогрудой (Oriolus cruentus) и серебряной (Oriolus mellianus) иволог жёлтый цвет в оперении отсутствует вовсе, а вместо него преобладают красные, буроватые либо серебристые тона. Самки, как правило, окрашены менее ярко, хотя у отдельных особей различия могут быть не выражены вовсе. Молодые птицы внешне отличаются от взрослых. Замечено, что некоторые виды из Юго-Восточной Азии и Новой Гвинеи очень похожи на обитающих рядом с ними филемонов (Philemon), относящихся к другому семейству. Полагают, что это своего рода мимикрия под более крупную, а значит и более защищённую, птицу.
У представителей рода иволги клюв вытянутый и слегка выпуклый, с крючковато загнутым надклювьем на конце. Клюв, как правило, кирпично-красного либо розоватого цвета, его длина и толщина колеблется в широких пределах — от длинного и изящного у тонкоклювой иволги (Oriolus tenuirostris) до относительно короткого и массивного у большеклювой иволги (Oriolus crassirostris). У фиговой иволги и некоторых азиатских видов, в оперении которых присутствуют красные тона, клюв чёрный либо стального цвета. Отличительные особенности только фиговой иволги — короткий клюв и кольцо голой красноватой кожи вокруг глаз. Ноздри узкие, щелевидные, частично закрыты мембраной. Крылья длинные, с десятью первостепенными маховыми, первое из сильно укорочено и составляет половину длины от предыдущего. Хвост короткий либо средней длины, клинообразный, состоит из 12 рулевых перьев. Плюсна короткая, покрытая щитками, пальцы хорошо адаптированы к древесному образу жизни.
Голос иволог — громкий и мелодичный писк, напоминающий звуки флейты, при этом пение различных видов имеет схожее звучание. Вокализация фиговой иволги менее музыкальна и представляет собой простой повторяющийся свист, а также короткие писки.

### Распространение
Иволговые обитают в различных лесах восточного полушария, преимущественно светлых. В умеренном климате северного полушария распространены только 2 вида, оба из которых перелётные и оба гнездятся на территории России: обыкновенная иволга в Европейской части страны и в Южной Сибири и китайская черноголовая иволга на Дальнем Востоке. Тропические виды представлены главным образом в трёх основных регионах: в Африке к югу от Сахары, Южной и Юго-Восточной Азии, а также в Австралии и на Новой Гвинее.

### Размножение

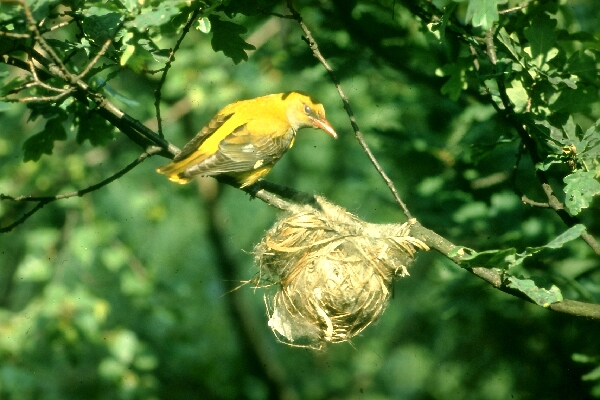
Гнездо обыкновенной иволги

Иволговые моногамны и, за исключением фиговой иволги, размножаются парами. Последняя в сезон размножения образует небольшие свободные колонии. Некоторые виды из Австралазии склонны гнездиться рядом с другими, более агрессивными по отношению к хищникам, птицами. В целом, в зависимости от вида и местообитания, на 1 км² гнездятся от двух до десяти пар иволог. В брачный период самец кричит, прыгает вокруг самки и гоняется за ней, при этом погоня часто заканчивается спариванием. У представителей рода иволги гнездо чашевидное, плетёное из веточек и выложенное изнутри кусочками мха, перьями, шерстью или даже мягким человеческим мусором. Оно обычно располагается в горизонтальной развилке тонких ветвей в гуще листвы и высоко над землёй. Гнездо фиговой иволги более простое — из мягкой растительности и без выстилки. Вся постройка хорошо крепится снаружи, чтобы выдержать сильные порывы ветра. Обустройством гнезда занимается преимущественно самка, в то время как самец если и принимает участие в его строительстве, то только добычей строительного материала. Основная роль самца в этот период — охрана территории.
В кладке чаще всего 2—3 пёстрых яйца, хотя в целом их количество может варьировать от одного до шести. Общий тон окраски, как правило, кремовый с многочисленными тёмными пятнами и крапинами, но может быть и белый либо розовато-белый без крапления. Инкубационный период занимает 16—18 дней, за редким исключением насиживает одна самка. Птенцы появляются неоперившимися и беспомощными, оба родителя занимаются их кормлением, отрыгивая пищу из клюва в клюв. Основа корма птенцов в первые дни жизни — гусеницы.

### Питание
Иволговые находят себе пропитание главным образом среди листвы в кронах деревьев и кустарников, очень редко на земле. Их рацион достаточно широк и может включать в себя как животные, так и растительные корма. Они охотно ловят насекомых (в частности, волосатых гусениц) и других беспозвоночных животных, питаются семенами, ягодами, плодами, почками и цветками деревьев и трав. При случае охотятся на мелких ящериц и разоряют гнёзда других птиц. Крупные насекомые перед употреблением разбиваются о ветви дерева. В зависимости от доступности на данной территории и в определённый момент времени соотношение между растительной и животной пищей у иволог может различаться, хотя как правило последняя превалирует. Фиговая иволга кормится преимущественно сочными плодами растений, в особенности фикуса.